# Sefo (Musiker)
Sefo (* 16. März 1998 in Samsun; bürgerlich Seyfullah Sağır) ist ein türkischer Popmusiker. In der Türkei wurde er mit seinem Lied Bilmem mi?, das Reggaeton-Elemente enthält, berühmt.

## Karriere
Im März 2018 veröffentlichte er seine erste Single Yalan. Nach dem Erfolg seiner zweiten Single Poz entschied er sich für eine professionelle Karriere in der Musik. Am 18. April 2019 veröffentlichte er die Single Up Down, gefolgt von 362. Am 21. Februar 2020 veröffentlichte er mit Aerro und Yase den Song Başa Sar.
Den Durchbruch erreichte er drei Jahre später mit dem Song Bilmem Mi?. Die Single landete in der Türkei in den Charts und war der am meisten gehörte türkische Song des Jahres 2021 auf digitalen Musikplattformen. Von Sony Music Turkey erhielt Sefo hierfür eine Diamant-Auszeichnung. Zuvor hat er bereits mit dem Sänger Reynmen den Song Bonita veröffentlicht. Mit dem deutschen Rapper Capo entstand im Jahr 2022 die erfolgreiche Single Isabelle.

## Diskografie

### Alben
- 2024: Imparator pt.1

### Singles
| - 2018: Yalan - 2019: Poz - 2019: Up Down - 2019: 362 - 2019: Derdi Ne? - 2020: Başa Sar (mit Aerro & Yase) - 2020: Rest - 2020: El Turco Loco (mit Aerro, Jako, Lukhan & Revart) - 2020: Pide (mit KÖK$VL) - 2020: Kaybol (mit Revart) - 2020: Nerdeyim? - 2020: Geri Gel - 2020: Ardından - 2021: Youngstar - 2021: İhtiyacım Yok - 2021: Beni Sevmon Mu? (mit Tankurt Manas & Furkan Karakılıç) - 2021: Liman (mit Karya Çandar) - 2021: Toz Duman - 2021: Bonita (mit Reynmen) - 2021: Bilmem Mi? - 2022: Affettim - 2022: Yarım Kalır (mit Revart) - 2022: Tutsak - 2022: Isabelle (mit Capo) | - 2022: Kördüğüm (mit Jako) - 2022: Şahane (mit Organize) - 2022: Gitti (mit Aerro) - 2022: Beni Beni - 2023: Veda Saati - 2023: Söyleneydibu? - 2023: Araba - 2023: Imparator - 2023: Görmem Böylesini (mit Simge) - 2023: Erken - 2024: Kapalı Kapılar - 2024: Sulu Sulu - 2024: Kendini Kurtar - 2024: Yanıbaşımda - 2024: Türkiye’m (mit Milli Takımlar) - 2024: Casanova (mit Soolking) - 2024: Kaçak Göçek - 2025: Nar (mit Jako) - 2025: Derdim Var - 2025: Afacan - 2025: Aşiyan (mit Afra) - 2025: Yerinde Dur (mit Demet Akalın) - 2025: Sabrettim (mit Semicenk) |

## Auszeichnungen
- 2021: Altın Kelebek Award in der Kategorie Song des Jahres (für Bilmem Mi?)
- 2021: Altın Kelebek Award in der Kategorie Bester Rapper
- 2022: Altın Kelebek Award in der Kategorie Bester Rapper